# Joe Porcaro
Joseph „Joe” Porcaro (ur. 29 kwietnia 1930 w Hartford, zm. 6 lipca 2020) – amerykański perkusista jazzowy, pedagog. Współzałożyciel Los Angeles Music Academy (LAMA) w Pasadenie w stanie Kalifornia. Porcaro współpracował m.in. z takimi wykonawcami jak: Nancy Sinatra, Pink Floyd, Stan Getz, Gerry Mulligan, Freddie Hubbard, Don Ellis, Frank Sinatra, Sarah Vaughan, Natalie Cole, The Monkees, Gladys Knight oraz Madonna.
Ojciec muzyków zespołu Toto – Steve'a (ur. 1957), Mike'a (1955–2015) i Jeffa (1954–1992). Miał również córkę Joleen Porcaro Duddy.